# Welbeck Abbey

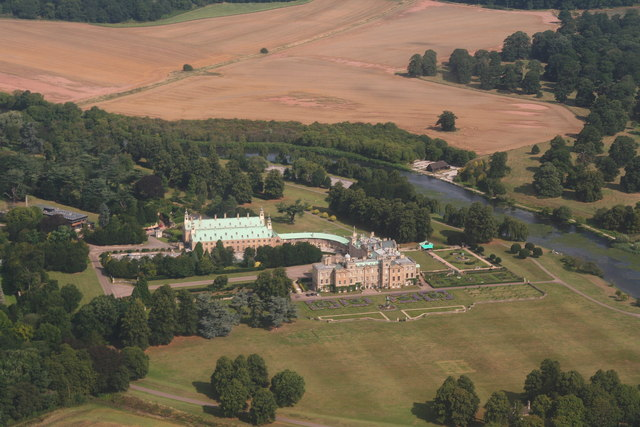
Luchtfoto uit 2013 van het landgoed

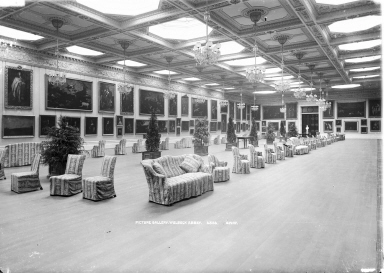
Bentincks balzaal, later schilderijenzaal

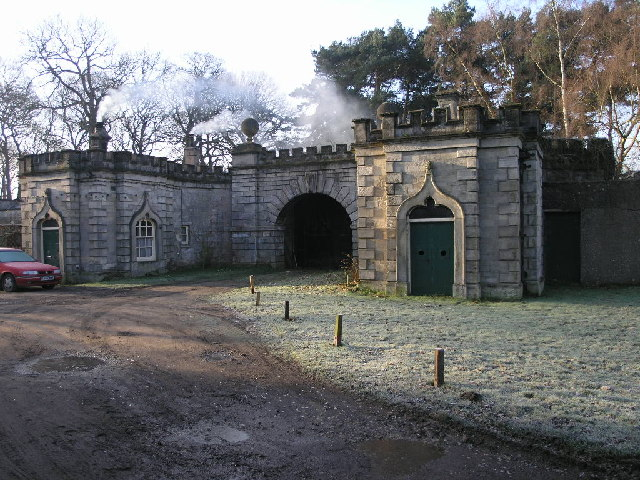
Een tunnelingang op het landgoed van Johan Bentinck. Van hieruit voerde een bosweg naar het dorp Worksop. De tunnel leidde onder het meer door naar het landhuis

Welbeck Abbey is een landgoed in het Britse graafschap Nottinghamshire. Het is een voormalig klooster van de norbertijnen, dat werd opgeheven tijdens de ontbinding van de kloosters onder Hendrik VIII. Sinds 2002 staan de meeste gebouwen van het landgoed op de Britse monumentenlijst.

## Geschiedenis
Het landgoed werd reeds vermeld in het Domesday Book van 1086, als eigendom van Hugh FitzBaldric. In 1140 werd het in gebruik genomen als klooster, gewijd aan Jakobus de Meerdere. Verscheidene adellijke families schonken bezittingen aan het klooster en het ontving een aanzienlijke schenking van koning Eduard I. Na de ontbinding van de kloosters waren diverse lokale burgers eigenaar van het landgoed, waarna het achtereenvolgens in handen kwam van de Hertog van Shrewsbury, Hertog van Newcastle en ten slotte de Hertogen van Portland. 
De Hertogen van Newcastle vestigden er hun stamslot, maar die van Portland zijn verantwoordelijk voor de bouw en uitbouw van het kasteel en de bijgebouwen. 

### Johan Bentinck
Johan Cavendish-Scott-Bentinck, de 5e Hertog van Portland (1800 - 1879) liet een groot aantal bouwwerken uitvoeren op het landgoed. Daaronder bevond zich ook ruim 24 km aan tunnels en andere ondergrondse ruimtes, waaraan de Hertog de reputatie van een hobbytunnelaar dankt. De meeste tunnels waren voorzien van lichtkoepels en werden 's avonds verlicht met gaslicht. Ook bouwde Bentinck een manege en paardrijschool van enorme afmetingen.